# Dans Dakar

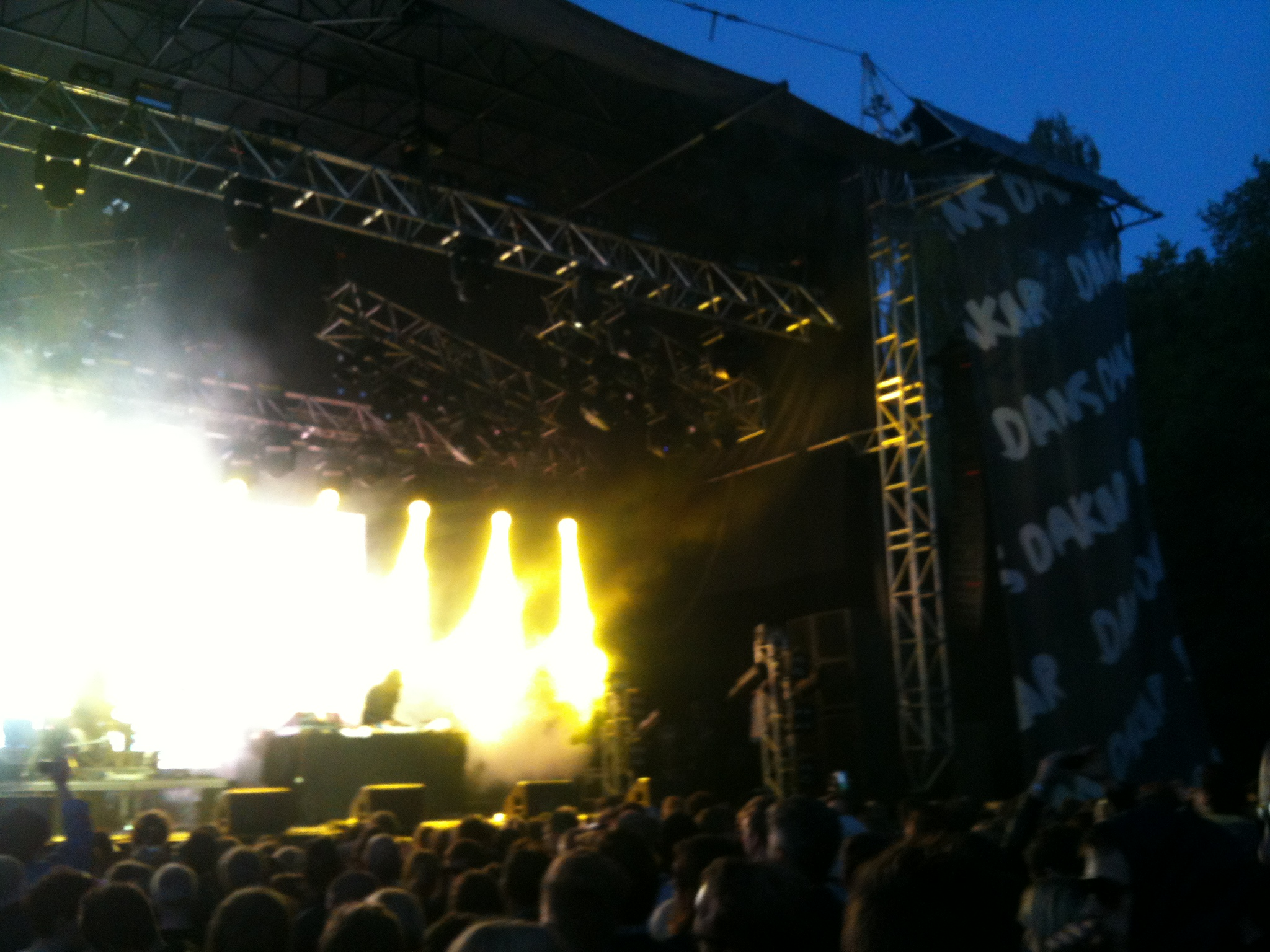
Familjen på Dans Dakar 2012

Dans Dakar var en festival för elektronisk dansmusik i Stockholm. Den hade sitt ursprung i festivalen Pop Dakar som efter femton år lades i vila 2010. Festivalen lades ner 2015 efter finansiella problem.
2008 bytte festivalen Pop Dakar tillfälligt namn och inriktning till Dans Dakar och arrangerades av Humanistiska Föreningen samt Svenska Musikklubben. Med två års uppehåll återupptog Dans Dakar festivalverksamheten 2011 och arrangerades av Humanistiska föreningen i samarbete med bokningsbolaget Monstera. Festivalplatsen var belägen på campusområdet vid Stockholms universitet.
2014 drog sig Humanistiska föreningen ur festivalsamarbetet och Monstera fortsatte arrangera festivalen i egen regi. Festivalen flyttade då också från Universitetet till Riddarholmen.
2015 var planen att flytta från Riddarholmen till Skeppsholmen men på grund av ekonomiska problem tvingas festivalarrangören ställa in.